# 種智院大学
種智院大学（しゅちいんだいがく、英語: Shuchiin University）は、京都府京都市伏見区向島西定請70番地に本部を置く日本の私立大学。1881年創立、1949年大学設置。大学の略称は種智院大。

## 概観

### 大学全体
設置者は学校法人綜藝種智院で、人文学部の中に仏教学科と社会福祉学科を持つ大学である。真言宗系の大学で、古義真言宗の仁和寺、宝山寺、朝護孫子寺、勧修寺、大覚寺、醍醐寺、中山寺、西大寺、教王護国寺（東寺）、清澄寺、泉涌寺、善通寺、須磨寺および随心院の14本山が経営に参画し、真言宗智山派、真言宗豊山派および新義真言宗の3派が教育振興に協力している。
大学名は空海（弘法大師）が828年（天長5年）に開いた教育機関である綜芸種智院に因む。2011年（平成23年）4月、学校法人真言宗京都学園が運営していた洛南高等学校・附属中学校は学校法人真言宗洛南学園に経営が移管され、また法人名称が学校法人綜藝種智院に改称された。さらに、経営支援本山として、石山寺、国分寺、七宝瀧寺、神護寺、平間寺、前神寺、室生寺が加わった。
仏教学科では真言密教を中心とした仏教学を学ぶ。社会福祉学科では社会福祉士、精神保健福祉士の国家試験受験資格を卒業と同時に取得することができる。

## 沿革

### 年表
- 828年（天長5年） - 空海が藤原三守の邸宅の跡地および建屋の提供を受け綜藝種智院を創設
- 845年（承和12年） - 綜藝種智院を閉校（実恵らが綜藝院の用地、建屋を売却し、丹波国大山荘を購入し、伝法会を賄った）。
- 1881年（明治14年） - 雲照律師が総黌を開設。
- 1886年（明治19年） - 真言宗事相講伝所に改組。
- 1896年（明治29年） - 私立古義真言宗聯合高等中学林予備校を置く。
- 1902年（明治35年） - 私立古義真言宗聯合高等学校に改称。
- 1906年（明治39年） - 真言宗聯合京都大学に改称。
- 1917年（大正6年） - 真言宗京都大学に改称。
- 1929年（昭和4年） - 京都専門学校に改称。
- 1949年（昭和24年） - 新制種智院大学を設立。仏教学部仏教学科に仏教学専攻、密教学専攻を設置。
- 1978年（昭和53年） - 仏教福祉学コースを設置。
- 1994年（平成6年） - 密教文化コースを設置。
- 1999年（平成11年） - キャンパスを東寺の境内（洛南高等学校・附属中学校の北隣）から伏見区向島に移転。仏教福祉学コースを基に仏教福祉学科を設置。
- 2005年（平成17年） - 仏教福祉学科を社会福祉学科に改称。
- 2008年（平成20年） - 仏教学部を人文学部に改称。
- 2011年（平成23年） - 洛南高等学校・附属中学校と法人分離し、設置者が学校法人綜藝種智院となる（法人名称を変更）。
- 2015年（平成27年） - 叡山学院（天台宗僧侶養成教育機関）と学術協定を締結。臨床密教センター開設し、臨床宗教師の養成を開始。

## 教育および研究

### 組織

#### 学部
- 人文学部（2008年4月、仏教学部より改称）
  - 仏教学科
  - 社会福祉学科

## 大学関係者と組織

### 歴代学長
（総黌総理）
1. 釈雲照

（真言宗事相講伝所総理）
1. 別所栄厳

（私立古義真言宗聯合高等中学校）
1. 鼎龍暁
2. 佐伯法遵

（真言宗京都大学総理）
1. 土宜法龍
2. 泉智等
3. 松永昇道

（真言宗京都専門学校）
1. 松永昇道
2. 藤田智空
3. 松永昇道
4. 佐伯恵眼
5. 亀谷宥英

（種智院大学）
1. 亀谷宥英
2. 山本忍梁
3. 木村澄覚
4. 鹿野清純
5. 木村澄覚
6. 森諦圓
7. 鷲尾隆輝
8. 麻生文雄
9. 今井圓明
10. 頼富本宏
11. 村主康瑞

### 卒業生
- 北尾隆心 - 仏教学者
- 森諦圓 - 総本山仁和寺門跡
- 栂尾祥雲 - 高野山大学学長
- 加賀尾秀忍 - モンテンルパの父と呼ばれた教誨師、高野山東京別院主監
- 筑波常遍 - 大本山勧修寺門跡
- 白木利幸 - 巡礼研究家
- 木舎幾三郎 -「政界往来」社長、近衛文麿私設秘書
- 小松道圓 - 泉涌寺第151世長老、法楽寺名誉住職。

## 交通アクセス
- 近鉄京都線「向島駅」から徒歩10分

## 対外関係

### 姉妹校
- 洛南高等学校・附属中学校（京都市南区）
  - かつては同一法人による運営であった。